# Communauté de communes du canton de Fauquembergues
La communauté de communes du canton de Fauquembergues est une ancienne communauté de communes française, située dans le département du Pas-de-Calais et la région Nord-Pas-de-Calais, arrondissement de Saint-Omer.
Le 1er janvier 2017, elle a fusionné avec 3 autres établissements publics de coopérations intercommunale (Communauté d'Agglomération de Saint-Omer, Communauté de Communes de la Morinie, Communauté de Communes du Pays d'Aire) pour devenir la Communauté d'agglomération du Pays de Saint-Omer (CAPSO).

## Composition
Elle était composée des communes suivantes :
| Nom                       | Code Insee | Gentilé          | Superficie (km2) | Population (dernière pop. légale) | Densité (hab./km2) |
| ------------------------- | ---------- | ---------------- | ---------------- | --------------------------------- | ------------------ |
| Audincthun                | 62053      | Audincthunois    | 15,26            | 642 (2014)                        | 42                 |
| Avroult                   | 62067      | Avroultois       | 4,78             | 593 (2014)                        | 124                |
| Beaumetz-lès-Aire         | 62095      | Bellomessins     | 4,43             | 243 (2014)                        | 55                 |
| Bomy                      | 62153      | Bomynois         | 14,63            | 607 (2014)                        | 41                 |
| Coyecques                 | 62254      | Coyecquois       | 13,89            | 574 (2014)                        | 41                 |
| Dennebrœucq               | 62267      | Dennebroeucquois | 3,73             | 377 (2014)                        | 101                |
| Enguinegatte              | 62294      | Enguinegattois   | 8,92             | 456 (2014)                        | 51                 |
| Enquin-les-Mines          | 62295      | Enquinois        | 11,10            | 1 148 (2014)                      | 103                |
| Erny-Saint-Julien         | 62304      | Ernisiens        | 5,41             | 331 (2014)                        | 61                 |
| Fauquembergues            | 62325      | Fauquemberguois  | 7,13             | 995 (2014)                        | 140                |
| Febvin-Palfart            | 62327      | Febvinois        | 14,51            | 583 (2014)                        | 40                 |
| Fléchin                   | 62336      | Fléchinois       | 10,99            | 494 (2014)                        | 45                 |
| Laires                    | 62485      | Lairois          | 8,64             | 364 (2014)                        | 42                 |
| Merck-Saint-Liévin        | 62569      | Merckois         | 11,85            | 644 (2014)                        | 54                 |
| Reclinghem                | 62696      | Reclinghemois    | 6,05             | 243 (2014)                        | 40                 |
| Renty                     | 62704      | Rentyquois       | 15,67            | 651 (2014)                        | 42                 |
| Saint-Martin-d'Hardinghem | 62760      | Saint-Martinois  | 6,68             | 286 (2014)                        | 43                 |
| Thiembronne               | 62812      | Thiembronnois    | 22,82            | 843 (2014)                        | 37                 |

## Présidents
| Période | Période | Identité | Étiquette | Qualité |
| ------- | ------- | -------- | --------- | ------- |
|         |         |          |           |         |
|         |         |          |           |         |

## Pour approfondir